# Ярослав Всеволодович (князь владимирский)
Яросла́в (Феодор) Все́володович (8 февраля 1190 или 1191, Переславль-Залесский — 30 сентября 1246, Каракорум), в крещении Фёдор — сын Всеволода Большое Гнездо, князь переяславский (1200—1206), князь переяславль-залесский (1212—1238), великий князь киевский (1236—1238, 1243—1246), великий князь владимирский (1238—1246), князь новгородский (1215, 1221—1223, 1226—1229, 1231—1236).

## Биография

### Ранняя биография
Ярослав (в крещении Федор) родился 8 февраля 1190 года в Переяславле Залесском. 27 апреля 1194 года был совершён обряд пострига и посажения на коня трехлетнего князя. «Быша постригы оу благоверного и холюбивого княза Всеволода, сына Георгиева, сыну его Ярославу месяца априля въ 27 день, на память святого Семеона сродника Господня, при блаженном епископе Иоанне, и бысть радость велика в граде Володимери».
В это время Всеволод III Большое Гнездо, признанный «старейшина в мономаховом племени», полновластно распоряжался в большей части Русской земли: в Киеве его двоюродный племянник Рюрик Ростиславич признает его старейшинство, в 1198 году Всеволод посылает на епископство Павла в свою отчину, Русский Переяславль, где сидит его племянник Ярослав Мстиславич. В 1200 году новгородцы просят у него сына в князья, «зане тобе отчина и дедина Новгород»; он дал им пятого сына, четырёхлетнего Святослава.
3 августа 1201 года «посла князь великий Всеволод, сын Гюргев, внук Володимеров Мономахов, сына своего Ярослава в Переяславль Русьскый княжити на стол прадеда своего», то есть Всеволода I, получившего его ещё в 1054 году, когда посольство южных переяславцев приехало в Северный Переяславль и там из собора святого Спаса взяли «князя его же желаша».

### Первые княжеские годы в южных землях
Ярославу Всеволодичу было всего 10 лет, когда в 1201 году его послали на опасную южную окраину, где велась постоянная борьба с половцами. Он стал княжить в Переяславле-Русском.
В 1204 году 13-летний княжич принял участие в большом походе против половцев вместе с великим князем Рюриком, Романом Галицким и другими. В 1205 году был заключён брак между Ярославом и половецкой княжной, дочерью хана Юрия Кончаковича.

После гибели летом 1205 года Романа Галицкого и изгнания из его былой державы малолетних княжичей Даниила и Василько Галицко-Волынское княжество на 40 лет погрузилась в гражданские войны.
Галичане пригласили к себе на княжение одного из черниговских Ольговичей, Владимира Игоревича. Но чтобы избежать этого, другая боярская партия Галича пригласила на княжение Ярослава, что было поддержано венгерским королём Андрашем II, пытавшимся сохранить влияние на Галич после гибели Романа. Однако Ярослав не успел в Галич до прибытия Владимира Игоревича. Тем временем черниговцы перешли в наступление: Всеволод Чермный занял Киев и выгнал оттуда Рюрика Ростиславича. Хотя Киев в то время утратил свое значение как «мать городов русских», галицкие и суздальские князья старались держать его под контролем, а боролись за этот стол менее значительные смоленская и черниговская ветви династии. Утвердившись в Киеве, Всеволод Чермный предложил Ярославу удалиться «к отцу», что тот спешно и сделал. В Переяславле-Русском Всеволод посадил своего сына Михаила.
В 1207 году отец передал Ярославу Рязанское княжество, за исключением Пронска. Но буквально через год там созрел заговор, в результате которого ряд наместников Ярослава были арестованы и брошены в поруб, а его самого заговорщики намеревались выдать черниговцам. Ярослав направил гонца к отцу, и тот ответил жёстко: пришёл в рязанские земли, казнил заговорщиков и разорил всех сочувствовавших им.

### Князь Переяславль-Залесский
За год до смерти Всеволод передал Ярославу Переяславль-Залесский — в то время столицу крупного и доходного княжества, включавшего все верхневолжские города от Твери до Калязина, простиравшегося на юг до Дмитрова и Волоколамска и контролировавшего торговые пути между Востоком и Западом, к Волге из Новгорода и Смоленска. С одной стороны у него лежали богатые суздальские земли (Владимир, Ростов и собственно Суздаль), с другой — тяготеющие к торговому Северо-Западу Смоленск, Полоцк, Новгород, Псков.
Другие владения великого князя полагалось разделить так: владимирский стол старшему сыну, Константину, а следующему по старшинству, Юрию, — Ростов. Константин не согласился, так как хотел сохранить за собой столицу в богатом и более древнем Ростове, а вдобавок заполучить молодой Владимир, насчитывавший к тому времени не более 100 лет истории. Всеволод не стал вступать в дискуссии и поменял последнюю волю, отдав Юрию великокняжеский стол и Владимир, а Константину — Ростов.
Между братьями разразился конфликт, в котором Ярослав поддержал Юрия. В 1213—1214 годах баланс сил сохранялся согласно завещанию отца, с которым Константина принуждали смириться, в том числе демонстрацией военной силы, в чём принимали участие и Ярослав с младшим братом Святославом.

### Первое новгородское княжение
В 1215 году при уходе Мстислава Удатного на юг Ярослав был призван княжить в Великий Новгород. В это время он женился вторым браком на дочери Мстислава Удатного.
Приглашение со стороны новгородцев имело практические причины: Суздаль их кормил хлебом, обеспечивал их торговлю. Прибыв в Новгород, Ярослав был торжественно встречен именитыми горожанами во главе с архиепископом. 25-летний Ярослав, освоившись в городе, не замедлил проявить свой крутой нрав. Сначала были арестованы и отправлены в собственный поруб Ярослава в Тверь боярин Якун Зуболомич и новоторжский посадник Фома Доброщинич. Потом по доносу вечем был осужден тысяцкий Якун Намнежич. Осужденному удалось скрыться, а когда он на следующий день, 21 мая 1215 года, явился к Ярославу с оправданиями, тот их не принял. Более того: он приказал арестовать сына Якуна, Христофора.
Опала Якуна, как предполагает историк Д. Г. Хрусталёв, была связана с конфликтом городских фракций относительно «пригорода» — Торжка, города на границе с суздальскими владениями, через который лежал главный маршрут подвоза хлеба в Новгород. Оппоненты князя с Прусской улицы Новгорода («прусе») в чём-то обвинили, а потом убили неких Острата с сыном Луготой, принадлежавших к сторонникам Ярослава. В ответ Ярослав покинул Новгород, уйдя не в Переяславль, а в Торжок и прихватив с собой заложников из новгородцев.
А поскольку в том же году в Новгороде случился неурожай, «а на Торжку все цело бысть», Ярослав приказал перекрыть поставки в Новгород. В городе и его окрестностях разразился голод. В Торжок была направлена делегация во главе с посадником, с которой Ярослав не только не стал говорить, но и арестовал, вместе со всеми попавшимися под руку новгородскими купцами.
Этого новгородцы уже не стерпели, обратившись за помощью к своему бывшему князю Мстиславу Мстиславичу. 11 февраля 1216 года он пришел в Новгород, арестовал поставленного Ярославом наместника, принес присягу горожанам и отправил в Торжок ультиматум: «мужи мои и гость пусти, а сам с Торжку поиди, а со мною любовь возьми».
Ярослав ответил тестю вызовом: захватил всех новгородцев, кого нашёл (более 2 тысяч человек). Их вывели в поле, отобрали имущество и коней и в кандалах разослали по приказу князя по суздальским городам.

### Междоусобная война
Ярослав недооценил своего родственника: смелый князь Мстислав собрал ополчение и 1 марта 1216 года выступил на восток по Селигерскому пути, строго наказав воинству грабить, как предусматривал средневековый обычай, однако никого не убивать: «только голов не емлите».
Ярослав призвал на помощь братьев Юрия и Святослава, которые нацелились на вотчину князя Мстислава. Однако их 10-тысячный полк при осаде Ржева потерпел поражение от Мстислава, который пришёл на помощь маленькому гарнизону из 100 человек во главе с воеводой Яруном.
К Мстиславу присоединился его родной брат Владимир Псковский и двоюродный брат Владимир Рюрикович со смолянами. Эта коалиция вступила в союз со старшим Всеволодовичем, Константином.
Его младшие братья во главе с Ярославом собрали беспрецедентное войско, включая простых селян: «погнано бо бяше ис поселей и до пешец». Противоборствующие армии столкнулись у речек Гза и Липица у Юрьева-Польского — вотчины младшего из Всеволодовичей, Святослава. В этой кровопролитной битве Ярослав и его братья были разбиты. Мстислав Удатный забрал у Ярослава молодую жену, свою дочь, и не вернул, невзирая на его мольбы.

### Возвращение в Переяславль-Залесский
1216—1223 годы переживший разгром Ярослав провёл в своём Переяславле-Залесском. В эти годы он снова женился (не позднее 1219), разрослась его семья, родились старшие сыновья — Фёдор и Александр.
В 1219 году владимирский князь Юрий организовал с братьями Ярославом и Святославом совместный поход на болгар.
Ярослав также послал дружину с воеводой в поход смолян на Полоцк.

### Княжение в Новгороде и Киеве
В 1222 году после похода под Кесь 12-тысячного войска во главе с младшим братом Ярослава Святославом (в союзе с литовцами) племянник Ярослава Всеволод уехал из Новгорода во Владимир, а на княжение в Новгород был приглашён Ярослав.
К периоду 1222—1223 годов относятся массовые восстания чуди против власти крестоносцев и их подавление. 15 августа 1223 года крестоносцы взяли Вильянди, где находился русский гарнизон. Генрих Латвийский пишет: Что касается русских, бывших в замке, пришедших на помощь вероотступникам, то их после взятия замка всех повесили перед замком на страх другим русским… Между тем старейшины из Саккалы посланы были в Руссию с деньгами и многими дарами попытаться, не удастся ли призвать королей русских на помощь против тевтонов и всех латинян. И послал король суздальский своего брата, а с ним много войска в помощь новгородцам; и шли с ним новгородцы и король псковский со своими горожанами, а было всего в войске около двадцати тысяч человек.
Выступившее из Новгорода не ранее июля новгородско-владимирское войско во главе с Ярославом не успело на помощь гарнизону Вильянди, но провело поход под Ревель, после чего новгородским князем вновь стал Всеволод Юрьевич.
В 1225 году Ярослав сменил Михаила Черниговского в Новгороде. В том же году 7000 литовцев опустошили села около Торжка, не дойдя до города только трёх верст, перебили многих купцов и захватили всю Торопецкую волость. Ярослав нагнал их близ Усвята и разбил, уничтожив 2000 человек и отняв добычу. В 1227 году Ярослав ходил вместе с новгородцами на ямь и в следующем году отразил ответное нападение. В том же 1227 году он осуществил крещение племени корела.
После утверждения на черниговском княжении (1226) Михаил Всеволодович вступил в борьбу с Ярославом за Новгород. Ярослав заподозрил Юрия, женатого на сестре Михаила, в союзе с ним, и вступил в переговоры с племянниками Константиновичами, но конфликт не разгорелся: на Суздальском съезде Ярослав и племянники признали Юрия отцом и господином (1229). В 1231 году Ярослав и его брат Юрий владимирский вторглись в Черниговское княжество, сожгли Серенск и осадили Мосальск, после чего новгородский престол на протяжении столетия занимали только потомки Всеволода Большое Гнездо.
В 1228 году Ярослав привёл полки из Владимиро-Суздальского княжества, собираясь идти на Ригу, но план расстроился, поскольку псковичи заключили мир с орденом и опасались того, что Ярослав на самом деле планирует идти на Псков, а новгородцы отказывались идти без псковичей. В 1232 году папа Римский Григорий IX призвал рыцарей Ордена меченосцев на борьбу с новгородцами, препятствующими католизации финских племён. В 1234 году Ярослав вторгся во владения Ордена под Дерптом и одержал над крестоносцами победу в сражении на Омовже. В результате был подписан мирный договор между Новгородом и Орденом, по которому восточная и южная часть Дерптского епископства отошла к Пскову. В том же году Ярослав Всеволодович совершил поход против литовцев, отступавших после поражения под Русой. В Торопецкой волости он догнал их и нанёс им значительный урон.
В 1236 году Ярослав с помощью новгородцев утвердился в Киеве, чем пресёк борьбу между чернигово-северскими и смоленскими князьями за него и сконцентрировав вместе со старшим братом Юрием Всеволодовичем Владимирским два ключевых княжеских стола в то время, когда монголы вторглись в Волжскую Булгарию. В Новгороде Ярослав оставил сына Александра (будущего Невского) как своего представителя. Согласно одной версии (Горский А. А., Горинов М. М., Хрусталёв Д. Г.), Ярослав был приглашён в Киев волынскими и смоленскими Мстиславичами (Владимиром Рюриковичем и Даниилом Романовичем), которые не смогли самостоятельно оградить Киев от претензий Михаила черниговского, и Ярослав, согласно «Истории Российской» Татищева В. Н., по пути из Новгорода в Киев разорил черниговские волости. Согласно другой точке зрения (Грушевский М. С., Майоров А. В.), Ярослав изгонял из Киева Владимира Рюриковича, а затем в 1238 году оставлял Киев Михаилу в качестве черниговского союзника.

### Княжение во Владимире
Летом 1238 года после разгрома Северо-Восточной Руси монголо-татарами и гибели великого князя Владимирского Юрия Всеволодовича, Ярослав вернулся во Владимиро-Суздальскую землю и, как следующий по старшинству брат, занял владимирский великокняжеский стол. В 1239 году ходил под Смоленск, чтобы изгнать литовские полки, практически одновременно с черниговско-галицким походом на Литву. На престол вернулся представитель местной династии Всеволод Мстиславич. Примерно в то же время монголы разорили Рязань (вторично), Муром, Нижний Новгород и Переяславль-Русский. Ярослав им не противодействовал.
После взятия Чернигова монголами осенью 1239 года Лаврентьевская летопись фиксирует захват Ярославом семьи Михаила черниговского в Каменце на киево-волынском пограничье. Историк Горский А. А. связывает это с походом Ярослава на юг, в результате которого Киев был занят представителем смоленской династии Ростиславом Мстиславичем. Согласно другой точке зрения (Грушевский М. С., Майоров А. В.), захват семьи Михаила произвёл Ярослав Ингваревич, подручник Даниила Галицкого.
В 1242 году Ярослав посылал войско во главе со своим сыном Александром на помощь новгородцам против ливонских рыцарей (Ледовое побоище).
В 1243 году Ярослав первым из русских князей был вызван в Золотую Орду к Батыю. Он был утверждён на Владимирском и, судя по всему, Киевском княжениях и был признан «стареи всем князем в Русском языце». Ярослав не поехал в Киев (посадив там наместником Дмитра Ейковича), а избрал своей резиденцией Владимир, тем самым завершив длительный процесс перемещения номинальной столицы Руси из Киева во Владимир, начатый ещё его дядей по отцу Андреем Боголюбским.
В Орде остался сын Ярослава Константин. В 1245 году он был отпущен и передал, что хан требует к себе самого Ярослава. Ярослав с братьями и племянниками приехал к Батыю. Часть дел была решена в Орде, Святослав и Иван Всеволодовичи с племянниками отправились домой, а Ярослава Всеволодовича Батый направил в столицу Монгольской империи — Каракорум. Ярослав двинулся в далекий путь и в августе 1246 года приехал в Монголию, где был свидетелем воцарения великого хана Гуюка.

### Смерть
Ярослав подтвердил ярлык в 1246 году у хана Гуюка. Плано Карпини рассказывает, что приехавший на курултай великий князь владимирский Ярослав в один из дней был приглашён к хатун Туракине (Дорегене) — матери великого хана:
«которая, как бы в знак почета, дала ему есть и пить из собственной руки; и он вернулся в своё помещение, тотчас же занедужил и умер спустя семь дней, и все тело его удивительным образом посинело. Поэтому все верили, что его там опоили, чтобы свободнее и окончательнее завладеть его землею. И доказательством этому служит то, что мать императора, без ведома бывших там его людей, поспешно отправила гонца в Руссию к его сыну Александру, чтобы тот явился к ней, так как она хочет подарить ему землю отца. Тот не пожелал поехать, а остался, и тем временем она посылала грамоты, чтобы он явился для получения земли своего отца. Однако все верили, что если он явится, она умертвит его или даже подвергнет вечному плену».
Карамзин сомневался в достоверности сведений Плано Карпини, считая, что нужды в отравлении не было — монголы всегда могли казнить князя открыто. Георгий Вернадский, доверяя сведениям Плано Карпини, выдвигал две версии произошедшего. Если Гуюк считал Ярослава креатурой своего противника Бату, он мог приказать матери тихо избавиться от него. С другой стороны, Гуюк не одобрял политику Дорегене в период её регентства, поэтому, вероятно, хатун могла отравить Ярослава Всеволодовича назло своему сыну. Практически одновременно (20 сентября) в Улусе Джучи был убит второй из трёх самых влиятельных русских князей — 67-летний Михаил Всеволодович Черниговский, по легенде отказавшийся пройти обряд языческого поклонения (почти годом ранее Даниил Галицкий при личном визите к Батыю признал зависимость от ханов).

## Семья

### Предки
|  |                                   |  |  |  |  |  |  |  |  |  |  |  |  |  |  |  |
|  | Всеволод Ярославич                |  |  |  |  |  |  |  |  |  |  |  |  |  |  |  |
|  |                                   |  |  |  |  |  |  |  |  |  |  |  |  |  |  |  |
|  |                                   |  |  |  |  |  |  |  |  |  |  |  |  |  |  |  |
|  | Владимир Всеволодович Мономах     |  |  |  |  |  |  |  |  |  |  |  |  |  |  |  |
|  |                                   |  |  |  |  |  |  |  |  |  |  |  |  |  |  |  |
|  |                                   |  |  |  |  |  |  |  |  |  |  |  |  |  |  |  |
|  | Мономахиня                        |  |  |  |  |  |  |  |  |  |  |  |  |  |  |  |
|  |                                   |  |  |  |  |  |  |  |  |  |  |  |  |  |  |  |
|  |                                   |  |  |  |  |  |  |  |  |  |  |  |  |  |  |  |
|  | Юрий Владимирович Долгорукий      |  |  |  |  |  |  |  |  |  |  |  |  |  |  |  |
|  |                                   |  |  |  |  |  |  |  |  |  |  |  |  |  |  |  |
|  |                                   |  |  |  |  |  |  |  |  |  |  |  |  |  |  |  |
|  | Всеволод Юрьевич Большое Гнездо   |  |  |  |  |  |  |  |  |  |  |  |  |  |  |  |
|  |                                   |  |  |  |  |  |  |  |  |  |  |  |  |  |  |  |
|  |                                   |  |  |  |  |  |  |  |  |  |  |  |  |  |  |  |
|  | гречанка                          |  |  |  |  |  |  |  |  |  |  |  |  |  |  |  |
|  |                                   |  |  |  |  |  |  |  |  |  |  |  |  |  |  |  |
|  |                                   |  |  |  |  |  |  |  |  |  |  |  |  |  |  |  |
|  | Ярослав Всеволодович Владимирский |  |  |  |  |  |  |  |  |  |  |  |  |  |  |  |
|  |                                   |  |  |  |  |  |  |  |  |  |  |  |  |  |  |  |
|  |                                   |  |  |  |  |  |  |  |  |  |  |  |  |  |  |  |
|  | Мария Шварновна, княжна ясская    |  |  |  |  |  |  |  |  |  |  |  |  |  |  |  |
|  |                                   |  |  |  |  |  |  |  |  |  |  |  |  |  |  |  |
|  |                                   |  |  |  |  |  |  |  |  |  |  |  |  |  |  |  |

### Брак и дети
Жёны:
- Первая: с 1205 года, дочь половецкого хана Юрия Кончаковича. Была бездетна и умерла.
- Вторая: с 1214 года, Ростислава-Феодосия, в постриге Евфросинья (?—1244, Новгород[5]), дочь Мстислава Мстиславича Удатного, князя торопецкого. Когда Ярослав потерпел неудачу в борьбе с князьями, в том числе со своим тестем, тот увёз дочь к себе и не отдавал, несмотря на мольбы мужа[25].
- По одной из версий (Пашуто В. Т.[26][27] и Войтович Л. В.[28] со ссылкой на Баумгартена Н. А.[29]) — оспаривается (Кучкин В. А.[30], Долгов В. В.[31][32]) — Ярослав был женат и третий раз, с 1218 года на Феодосии/Ефросинье, дочери Игоря Глебовича рязанского. Д. Домбровский называет княгиню Феодорой и оставляет вопрос об её происхождении открытым[33]. А. А. Горский высказывал предположение, что третьей женой Ярослава с зимы 1245/46 года была родственница (возможно, сестра) Батыя[34].

Дети (от Феодосии или от Феодоры):
- Фёдор (1220—1233), князь Новгородский, умер перед свадьбой в 13-летнем возрасте
- Александр Невский (1221—1263), князь переяславль-залесский, князь новгородский, Великий князь Владимирский
- имя неизвестно (1222—1238), князь тверской
- Андрей (1225—1264), князь суздальский, Великий князь Владимирский
- Михаил Хоробрит (1226—1248), князь московский, Великий князь Владимирский
- Даниил (1227—1256)
- Ярослав (1229—1271), князь тверской, Великий князь Владимирский
- Константин (1231—1255), князь галич-мерьский
- Афанасий (род. и ум. 1239)
- Мария (род. и ум. 1240.)
- Василий Квашня (1241—1276), князь костромской, Великий князь Владимирский
- Ульяна (Евдокия) (род. и ум. 1243)

Пятеро сыновей Ярослава (Михаил — Андрей — Александр — Ярослав — Василий) были великими владимирскими князьями в период с 1248 по январь 1276 года. Фёдор, Александр и Ярослав были также князьями новгородскими.

## Оценка деятельности
«Великий князь Ярослав III (если вторым после Ярослава Мудрого считать Ярослава Изяславича, внука Мстислава Великого, занимавшего великокняжеский престол в Киеве в 1172—1175 гг.) — незаурядная, крупная личность, интересная не только тем, что он отец Александра Невского, — считал историк, исследователь древнерусской литературы А. В. Соловьёв. — Ярослав III принадлежал к гордой ветви суздальских мономашичей, добивавшейся власти над всей Русской землёй».